# Преображенка (Тоцький район)
Преображе́нка (рос. Преображенка) — село у складі Тоцького району Оренбурзької області, Росія.

## Населення
Населення — 268 осіб (2010; 418 у 2002).
Національний склад (станом на 2002 рік):
- росіяни — 95 %